# غريفين ديلون
غريفين ديلون (بالإنجليزية: Griffin Dillon)‏ هو لاعب كرة قدم أمريكي، ولد في 25 أبريل 2003 في سان دييغو في الولايات المتحدة.